# Cristian Cruz
Cristian Daniel Cruz Regueiro, noto semplicemente come Cristian Cruz (Montevideo, 12 febbraio 1998), è un calciatore uruguaiano, centrocampista del Colón.

## Caratteristiche tecniche
È un esterno sinistro.

## Carriera
Cresciuto nel settore giovanile del Fénix, ha debuttato in prima squadra il 10 dicembre 2016 disputando l'incontro di Primera División Profesional pareggiato 2-2 contro il Villa Española. Il 12 gennaio 2020 è stato ceduto in prestito al Cerro.